# Iauarete
Iauarete är en flygplats i Brasilien.   Den ligger i kommunen São Gabriel da Cachoeira och delstaten Amazonas, i den nordvästra delen av landet, 3 000 km nordväst om huvudstaden Brasília. Iauarete ligger 105 meter över havet.
Terrängen runt Iauarete är huvudsakligen platt. Iauarete ligger nere i en dal. Trakten runt Iauarete är nära nog obefolkad, med mindre än två invånare per kvadratkilometer.. 
I omgivningarna runt Iauarete växer i huvudsak städsegrön lövskog.